# Желт-Камык
Желт-Камык (болг. Жълт камък) — село в Болгарии. Находится в Пловдивской области, входит в общину Асеновград. Население составляет 101 человек.

## Политическая ситуация
Желт-Камык подчиняется непосредственно общине и не имеет своего кмета.
Кмет (мэр) общины Асеновград — Христо Грудев Грудев (коалиция партий: Граждане за европейское развитие Болгарии (ГЕРБ), ВМРО — Болгарское национальное движение) по результатам выборов.